# اللغة الفيجية
اللغة الفيجية هي لغة شرقية تنتمي إلى صنف اللغات الأسترالية وإلى عائلة اللغات الماليوبوليزينية. وهي لغة رسمية في جزر فيجي منذ سنة 1997 مع الإنجليزية والهندية. وتنتمي اللغة الفيجية إلى صنف اللغات فعل-مفعول به-فاعل.

## الأبجديّة الفيجيّة
تستعمل اللغة الفيجية الحروف اللاتينية العادية بلا أي اضافات أو تحويرات إذ تحتوي على 23 حرفا لاتنيا عاديا تستعمل في الكتابة وهي وحسب الترتيب الافبائي كالتالي 
بالحجم الكبير 
A B C D E F G I J K L M N O P Q R S T U V W Y
وبالحجم الصغير
a b c d e f g i j k l m n o p q r s t u v w y (يلاحظ هنا انه تم حذف الحرف الأخير z Z)

## مثال عن جملة باللغة الفيجية
E rai (1) na no-dra (2) vale (3) na gone (4).
1/ وتعني يرى أي انه الفعل 
2/ وهي الضمير المتصل ه بالعربية لنسبة المنزل إلى الطفل
3/وتعني المنزل بالعربية
4/ وتعني الطفل بالعربية 
لتكون ترجمة الجملة بالترتيب المنطقي العربي ذي المعنى يرى الطفل منزله.

### مقالات ذات علاقة
- فيجي
- لغة
- أستراليا
- اقيانوسيا